# Арберг (Германия)
Арберг (нем. Arberg) — община в Германии, в земле Бавария. 
Подчиняется административному округу Средняя Франкония. Входит в состав района Ансбах.  Население составляет 2304 человека (на 31 декабря 2010 года). Занимает площадь 31,31 км².
Община подразделяется на 12 сельских округов.

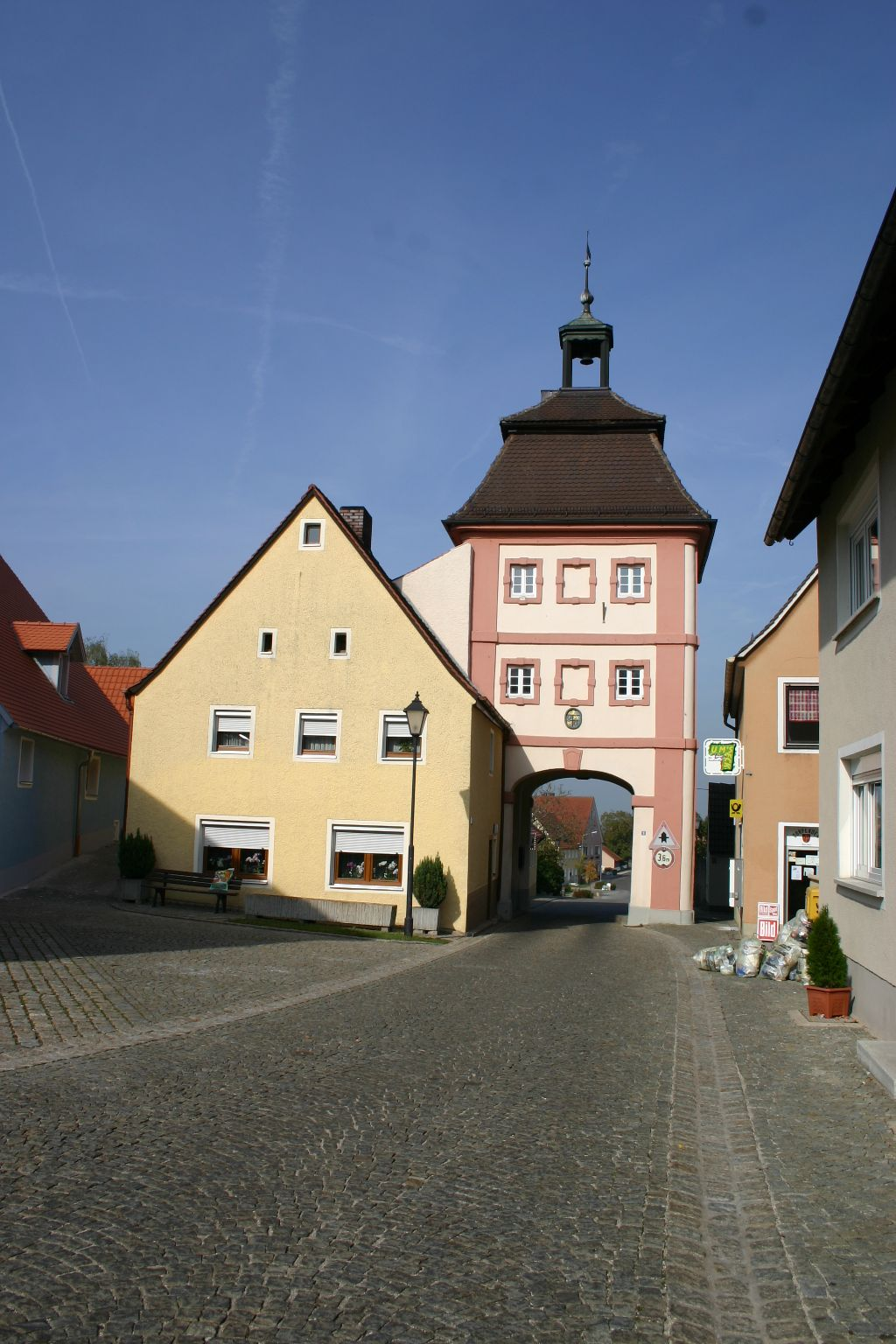
Арберг

## Население
По оценке на 31 декабря 2015 года население общины Арберг составляет Неверный параметр metadata Арберг (Германия) чел. 
 Неверный параметр metadata Арберг (Германия) 
 Неверный параметр metadata Арберг (Германия)